# Wacław Günther
Wacław Zygmunt Henryk Günther (ur. 5 lipca 1884 w Siedlcach, zm. 9 lipca 1953 na terenie Szwajcarii Kaszubskiej) – polski elektrotechnik, wykładowca Szkoły Politechnicznej we Lwowie, profesor Politechnik Śląskiej i Wrocławskiej, dziekan Wydziału Elektrycznego Politechniki Śląskiej.

## Życiorys
Urodził się 5 lipca 1884 w Siedlcach, w rodzinie Henryka i Heleny z Pytlińskich. Uczęszczał do gimnazjum w Chełmie, Siedlcach i Lublinie. W 1905 ukończył ze złotym medalem gimnazjum klasyczne w Jałcie na Krymie. Następnie studiował na Wydziale Budowy Maszyn Szkoły Politechnicznej we Lwowie, gdzie w 1910 uzyskał dyplom inżyniera mechanika. Kolejne studia podjął w Instytucie Elektrotechnicznym Montefiore w Liège, uzyskując w 1912 dyplom inżyniera elektryka.
Odbył praktykę przemysłową w firmie Brown Boveri & Cie w Baden k. Zurychu. Podjął pracę na stanowisku asystenta w Katedrze Elektrotechniki Ogólnej Szkoły Politechnicznej we Lwowie, awansując w 1913 na stanowisko adiunkta. W 1917 rozpoczął prowadzenie wykładów z teorii maszyn elektrycznych na Politechnice Warszawskiej. 3 listopada 1918 wstąpił do wojska, przenosząc się do Instytutu Wojskowo-Technicznego. Uczestniczył w obronie Lwowa. Od 1923 był wykładowcą w Oficerskiej Szkole Inżynieryjnej. W okresie od 1 października 1925 do 31 lipca 1928 obowiązki wojskowe łączył z funkcją adiunkta w Katedrze Miernictwa Elektrycznego na Politechnice Warszawskiej. W 1929 odszedł z wojska do pracy w przemyśle. Pracował w Warszawie w Polskich Zakładach Brown Boveri, w okresie od 15 października 1930 do 31 grudnia 1935 w Towarzystwie Kabli Dalekosiężnych, a od 1936 jako dyrektor Biura Elektryfikacji w Ministerstwie Przemysłu i Handlu. Na zlecenie Ligi Narodów pod jego kierownictwem wykonano projekt połączenia kablowego Polska-Szwecja przez Bornholm.
Podczas wojny pracował w Związku Elektrowni Polskich. W czasie powstania warszawskiego utracił cały swój majątek oraz niepublikowane prace. Na krótko przeniósł się do Krakowa, gdzie podjął współpracę z mającą tam tymczasową siedzibę Politechniką Śląską.
W 1945 przeniósł się do Gliwic. Objął obowiązki dziekana Wydziału Elektrycznego, jednak już po roku przeniósł się na Politechnikę Wrocławską. Objął tam Katedrę Elektrotechniki Ogólnej, a jednocześnie prowadził wykłady na Politechnice Śląskiej.
Zmarł nagle, podczas wakacji na terenie Szwajcarii Kaszubskiej. Pochowany na cmentarzu w Kościerzynie.

## Dorobek naukowy
Opublikował w 1917 we Lwowie pracę pt. Motor elektryczny, jego znaczenie i zastosowanie. Był autorem skryptu pt. Rachunek symboliczny w elektrotechnice (1951). Publikował w Przeglądzie Elektrotechnicznym oraz Przeglądzie Teletechnicznym. Wiele jego prac zaginęło w Powstaniu Warszawskim, między innymi skrypt pt. Zastosowanie rachunku wektorowego i symbolicznego do elektrotechniki.

## Ordery i odznaczenia
- Krzyż Oficerski Orderu Odrodzenia Polski (2 maja 1922)[6][7]
- Krzyż Walecznych[1]
- Złoty Krzyż Zasługi[1]
- Medal Pamiątkowy za Wojnę 1918–1921[1]
- Medal Dziesięciolecia Odzyskanej Niepodległości[1]
- Brązowy Medal za Długoletnią Służbę[1]